# Kavarskas
Kavarskas es una ciudad de Lituania, capital de la seniūnija homónima en el municipio-distrito de Anykščiai de la provincia de Utena.
En 2021, la ciudad tenía una población de 503 habitantes. Es la cuarta ciudad menos poblada del país.
Se conoce la existencia del asentamiento desde el siglo XV, cuando era una finca llamada "Mažieji Pienionys", que Alejandro I Jagellón otorgó al tesorero real Stanislovas Kovarskis; al fallecer Stanislovas sin descendencia, la finca pasó a su hermano Andrius Kovarskis, canónigo de la catedral de Vilna. La familia Kovarskis dio su nombre al pueblo, cuyo topónimo actual aparece ya en documentos desde 1538. Posteriormente, el pueblo perteneció a otras familias nobles como los Astikai, Oginskiai y Tiškevičiai. La RSS de Lituania le dio el estatus de ciudad en 1956, para establecer aquí un centro administrativo para los koljoses de la zona. En 1962 se instaló aquí una central hidroeléctrica.
Se ubica junto a la orilla occidental del río Šventoji, unos 10 km al suroeste de la capital municipal Anykščiai, sobre la carretera 120 que lleva a Ukmergė.